# Cristina del Valle (actriz)
Cristina del Valle (Buenos Aires, 29 de marzo de 1942) es una actriz argentina de cine, teatro y televisión.

## Carrera
Estudió actuación con grandes figuras como con la primera actriz Lydia Lamaison. Hizo varios personajes para cine y televisión, siendo más recordado el personaje de la dulce Alejandra en la comedia infantil Diablito de barrio junto a Juan Carlos Calabró, Lorena Paola y Marcos Zucker y en sus varios personajes de Matrimonios y algo más, principalmente en el sketch El groncho y la dama junto a Hugo Arana, que en 1988 se constituyó en un programa del mismo título, separado de Matrimonios.
Es una actriz con un especial talento para la comedia y con una extensa trayectoria en teatro. En 1967 tuvo un éxito en Mar del Plata con "Los días felices" de Puget junto a Guillermo Bredeston y Fernanda Mistral.
También incursionó en la conducción en 1967 con el programa Escalera musical (hecho en cine en 1966), en reemplazo de Cristina Berys (ya que el programa estuvo cuatro años al aire sin conductora femenina), luego de que el productor Jorge Belliard  la fuera ver al ensayo de la película del mismo nombre. Años más tarde la llamó el recordado conductor televisivo Leonardo Simons para conducir Exitómetro musical.

## Filmografía

### Cine
- 1966: Escala musical
- 1967: Villa Cariño (también Bosque alojamiento)
- 1967: ¡Al diablo con este cura! (también To Hell with This Priest!, en EE. UU.)
- 1968: Matrimonio a la argentina
- 1968: En mi casa mando yo (como Caty Rossi)
- 1972: Autocine mon amour
- 1973: El mundo que inventamos (también Yo quiero un mundo nuevo)
- 1973: José María y María José (Una pareja de hoy), como María José
- 1977: El soltero
- 1977: La nueva cigarra
- 1977: Las aventuras de Pikín
- 1980: Los hijos de López (como Cristina Figueroa Hárding)
- 1981: La pulga en la oreja
- 1983: Diablito de barrio (como Alejandra)
- 1983: Un loco en acción (como Cristina)
- 1986: Mingo y Aníbal en la mansión embrujada
- 1987: Mujer-Mujer (episodio "Negocios son negocios")

### Televisión
Como actriz:
- 1966: A orillas del gran silencio
- 1967: Extraños caminos del amor, como Alicia
- 1967: Gran Hotel Carroussell
- 1969: Nuestra galleguita, como Violeta
- 1971: Nino (en Latinoamérica: Nino, las cosas simples de la vida), como Norma
- 1971: Un hombre extraño
- 1974: Amar al ladrón
- 1975: Alguien por quien vivir
- 1980: Los hermanos Torterolo
- 1982: Matrimonios y algo más
- 1985: No es un juego vivir
- 1986: Dos para una mentira
- 1987: Matrimonios y algo más
- 1988: El groncho y la dama
- 2006: Sos mi vida
- 2017: Golpe al corazón
- 2020: Quién quiere ser millonario. Invitada especial.

Como conductora:
- 1967: Escala musical
- 1971: Exitómetro musical

### Publicidad
En la década de 1980 hizo un comercial para la empresa de cigarillos Benson & Hedges y también de la máquina de afeitar "Minora" junto a Hugo Arana.

### Teatro
- Los días felices de Puget (1967) junto a Fernanda Mistral y Guillermo Bredeston
- La novia de arena de Ulises Petit de Murat y Homero Manzi
- Casco de oro
- Las tres hermanas de Chéjov
- Hipocampo
- El groncho y la dama
- Nosotros que nos queremos tanto
- Flores de acero
- 2007: Acaloradas (de Esther Feldman y Cristina Wargon), con Haydée Padilla, Stella Maris Lanzani, Erika Wallner, Lorena Paola, Alicia Aller y Jésica Gómez.
- 2012: Mi novia, mi novio y yo

## Vida privada
Estuvo casada siete años con Alberto Coutoune, su primera pareja, luego seis años con el actor Claudio Levrino (1974-1980), quien fallecería en un accidente con arma de fuego y posteriormente, estuvo en pareja veinte años con el actor Rubén Green (1983-2003), quien falleció de cáncer.
Cristina del Valle tiene dos hijos. Uno de ellos, Patricio Coutoune, nacido en 1970 y padre de dos hijos: Lucas y Juanita; y Federico Levrino, nacido en 1976, quien trabajó como productor en Canal 9 y actualmente es productor de Susana Giménez en Telefé.
Es una gran amiga de las actrices Nora Cárpena, Zulma Faiad, Marta González, Marta Bianchi, Elizabeth Killian y Tita Russ.
En 2012 rechazó una oferta para formar parte de una campaña política por no sentirse preparada para ello.